# جون ريبر
جون ريبر هو مخرج أفلام ومنتج وكاتب سيناريو من زيمبابوي. اشتهر بفيلم البطاقة الصفراء عام 2000 من بطولة لوروا غوبال.

## أعماله
- 1991 : نيريا (فيلم) مصور وكاتب سيناريو ومنتج
- 1993 : وقت أكثر كاتب فيلم
- 1996 : الجميع طفل منتج وكاتب	الفيلم
- 1998 : كيريكو والساحرة منتج
- 2000 : بطاقة صفراء (فيلم) مخرج وكاتب ومنتج
- 2002 : شاندا مخرج
- 2009 : موامبا نجوما (وثائقي) منتج
- 2011 : شومو (فيلم قصير) كاتب ومنتج
- 2012 : سيري يا متونجي (مسلسل) منتج
- 2014 : مدونديكو منتج
- 2015 : المنزل الأسود منتج
- 2017 : تانو: الهدية منتج منفذ
- 2018 : فطومة (فيلم) منتج
- 2018 : باهاشا (فيلم) منتج